# ایان فریزر
ایان فریزر (انگلیسی: Ian Fraser; ۲۳ اوت ۱۹۳۳ – ۳۱ اکتبر ۲۰۱۴) آهنگساز و رهبر (موسیقی) اهل بریتانیا بود.
وی همچنین برندهٔ جوایزی همچون جوایز امی ساعات پربیننده شده‌است.